# إريك أندرسون (سياسي)
إريك أندرسون هو أستاذ جامعي وسياسي بريطاني، ولد في 27 مايو 1936، وتوفي في 22 أبريل 2020.